# Kaupichthys
Kaupichthys is een geslacht van straalvinnige vissen uit de familie van valse murenen (Chlopsidae). Het geslacht is voor het eerst wetenschappelijk beschreven in 1943 door Leonard Peter Schultz en vernoemd naar de Duitse visdeskundige Johann Jakob Kaup.

## Soorten
- Kaupichthys atronasus Schultz, 1953
- Kaupichthys brachychirus Schultz, 1953
- Kaupichthys diodontus Schultz, 1943
- Kaupichthys hyoproroides (Strömman, 1896)
- Kaupichthys japonicus Matsubara & Asano, 1960
- Kaupichthys nuchalis Böhlke, 1967